# ماتيو جيانيلو

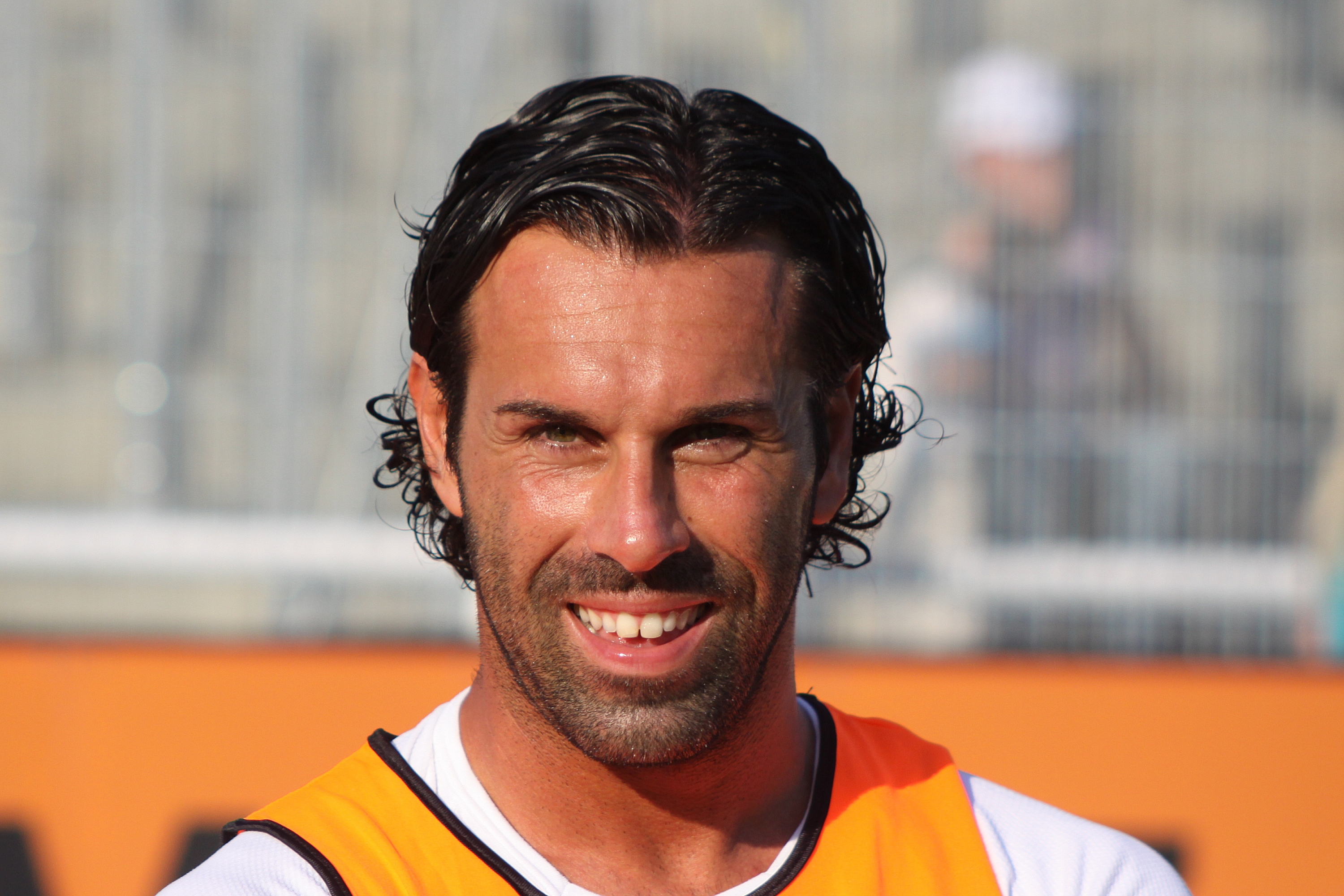

ماتيو جيانيلو (بالإيطالية: Matteo Gianello)‏ (مواليد 7 مايو 1976 في بوفولوني - إيطاليا) لاعب كرة قدم إيطالي يلعب حاليا لصالح نادي الدرجة الأولى نابولي الإيطالي منذ 2004 في مركز حارس مرمى .

## روابط خارجية
- ماتيو جيانيلو على موقع قاعدة بيانات كرة القدم.إي يو (الإنجليزية)
- ماتيو جيانيلو على موقع Soccerway.com (الإنجليزية)
- ماتيو جيانيلو على موقع عالم كرة القدم.نت (الإنجليزية)
- ماتيو جيانيلو على موقع كووورة
- ماتيو جيانيلو على موقع GSA (الإنجليزية)